# Вучко Јоксимовић
Вучко Јоксимовић (1868—1916), Свети Сурдулички мученик, канонизован у мају 2017. године у вјечном Сабору светих Српске православне цркве међу пострадалим од злочина бугарских окупатора у Првом свјетском рату на југу Србије. Празнује се 29. маја. Био је професор математике и физике у Пироту, Лесковцу, Врању и Београду. Био је директор врањске гимназије и Надзорник народних школа за врањски округ. Политички активан. Један је од првих високо образованих мјештана села Вирова као и цијелог Драгачева.Резервни је официр војске Краљевине Србије. Учесник Првог и Другог балканског , и Првог свјетског рата.

## Биографија
Вучко Јоксимовић је рођен у Вирову Кнежевина Србија 7. јануара 1868. године (нови календар), од мајке Јелене и оца Петра. Рано остаје без родитеља. Школује се сам. У Вирову завршава основну школу надничарећи по имањима богатијих сељака. У Београду завршава Прву београдску гимназију и Српску Краљевску Велику школу (факултет), одсек математика и физика у 19 вијеку. Школује се и студира служећи по београдским кафанама и дајући кондиције (инструкције) дјеци богатих родитеља. Био је професор математике и физике у Пиротској и Лесковачкој гимназији (1893.г.), у Другој београдској гимназији, а у врањској гимназији и директор. Био је Надзорник народних школа за врањски округ 1906/1907 годину.
Један је од првих високо образованих мјештана села Вирова као и цијелог Драгачева.Резервни је официр војске Краљевине Србије. Учесник је Првог и Другог балканског и Првог свјетског рата. У Врању предаје математику и физику. Професорује и другује са најчувенијим српским сатиричарем Радојем Домановићем, будућим предсједницима влада и политичарима Љубомиром Давидовићем и Јаковом Јашом Продановићем. Предаје математику великом српском романсијеру Борисаву Станковићу. У Београду предаје физику на и тада елитној Другој београдској гимназији. Професорује и другује са познатим српским композитором Јосифом Маринковићем, умјетницима Марком Муратом и Симеоном Роксандићем. 2. јуна 1892. године у просторијама Велике школе (Капетан Мишино здање), као апсолвент математике и физике на Природно-математичком одсеку Велике школе, присуствује предавању које је одржао Никола Тесла у једином свом боравку у Београду.
Био је ожењен сомборском учитељицом Даницом Краљевачки. Из овог брака имали су дјецу: Миодрага, Милицу, Светолика и Петра.

## Едукативно истраживачки рад
Поред гимназијских генерација које је математички описменио, збирки задатака из математике у којима је активно учествовао, професор Вучко Јоксимовић, између осталог и студент прослављеног геолога Јована Жујовића, активно учествује и у геолошким истраживањима. О томе у Геолошким аналима (фр. Annales géologiques de la péninsule Balkanique) из 1891.г., том 3, страница 128. - исјечак:
| „ | ...предавао г. Н. Ковић. 6) распоред талога и организама у океанима ; предавао г. Јеленко Михајловић. 7) опис земљотреса; предавао г. Вучко Јоксимовић...“ | ” |

## Друштвени живот
Вучко је био увијек досљедан, храбар и напредан човјек. Увијек је штитио слабије и оне којима је помоћ била неопходна. Послије доношења једног дискриминаторског закона "Министарства просвете" из 1898.г. којим је угрожено школовање дјеце сиромашних родитеља, састало се Професорско друштво у Београду. Присуствовао је и Вучко Јоксимовић. Радоје Домановић је одржао уводни говор, страстан и бунтован. Пресудно је утицао на отпор и расположење присутних професора који су се масовно сагласили тражећи да се закон мијења. О овом догађају постоји податак и у "Врањском гласнику" том 6, страница 83. који говориː
| „ | Закон о средњним школама из 1898. године напали су радикали као акт онемогуђавања школовања сељачке деце. Овакву критику подржало је и Професорско друштво па је министар просвете без изузетка ставио на расположење све његове чланове. У Врању су тада стављени на расположење: Вучко Јоксимовић, Јован Миленковић, Матија Станојловић, Богољуб Премовић, Данило Катић, Јован Николић, Драгутин Костић и Алекса Кузмановић ...“ | ” |

Сви професори, па и Вучко су изгубили посао.
Стојан Новаковић, српски политичар, председник владе Србије, дипломата, филолог, историчар књижевности, хералдичар и председник Српске краљевске академије, по повратку у земљу 1905. г. , један од обновитеља Напредне странке обнавља странку под новим именом Српска напредна странка. Вучко Јоксимовић учествује у формирању Српске напредне странке у округу врањском. Постаје кандидат за посланика ове странке у Народној скупштини Србије у три мандатаː 1905.(1.6.1905. и 7.7.1905.);1908.(13.4.1908. и 4.5.1908.) и 1912.(1.4.1912. и 12.4.1912.г.) и један од њених секретара.На изборима за посланике Народне скуштине Краљевине Србије 1912.г. је носилац изборне листе врањског округа.

### Споменица о преносу праха Вука Стеф. Караџића из Беча у Београд 1897.г.
Вучко Јоксимовић као и његова супруга Даница Јоксимовић - Краљевачки, учествују 1897.г. у „свечаности целог Српства“ и помињу се у „Споменици о преносу праха Вука Стеф. Караџића из Беча у Београд 1897.г.“ на странама 124 и 125 - у одјељцима 60 и 62

## Вучко Јоксимовић — интелектуалац
Интелектуалац поред знања мора да има образ, да има храброст да одбрани себе, али и чојство којим брани друге од себе.(Марко Миљанов). Како је говорио професор Владета Јеротић (парафразирано)ː знање + образ = интелектуалац = образовање. Етимологија пojma образовање потиче од ријечи образ - а датује из времена када су наше прамјаке по динарским гудурама чувале стоку и сопствени ОБРАЗǃ Вучко је за дефиницију "интелектуалац" имао и потребан и довољан услов.

## Вучко у Професорском друштву
Правдољубив и бунтован, подржао је Радоја Домановића и његов надахнути говор на састанку Професорског друштва чији је један од подпредседника за врањски округ био и проф. Вучко Јоксимовић. Успротивили су се једном дискриминитаторском закону у просвети, којим су дјеца сиромашних родитеља готово изгубила шансу да се школују. Том приликом су сви професори који су подржали овај скуп добили отказе.

## Св. мученик проф. Вучко Јоксимовић у календару
Св. Вучко је уврштен у "Српском календару за преступну 2020.г." под благословом Синода СПЦ и епископа зворничко-тузланског.

## Канонизација[20]
Током бугарске окупације, нове власти нису бирале начин како да изврше бугаризацију локалних Срба. Жртва насилне бугаризације био је и Вучко Јоксимовић, коме су 24. јануара 1916. године за замјену за живот понудили да промјени презиме Јоксимовић у Јоксимов. Након што је одбио, одвели су га у сурдуличке кршеве изнад Манајлског тунела гдје су наставили са тортурама. Послје поновног одбијања да прихвати бугарске захтјеве тражили су да "ОЧЕ НАШ" изговори на бугарском језику. "ОЧЕ НАШ" је изговорио на српском језику. Професор Вучко Јоксимовић није само ризиковао свој живот за одбрану Српства и свега што је српско, већ је ризиковао и животе своје породице. (Најстаријег сина Миодрага, који је имао само седамнаест година и био гимназијалац, Бугари су као данак и одмазду за Вучкову "непослушност" одвели у један од концентрационих логора у Бугарској. Три године је Миодраг био утамничен. 1919. је ослобођен. Завршава гимназију и Грађевински факултет у Београду. Постаје реномирани пројектант мостова, пруга и других објеката по цијелој Краљевини Југославији. Трогодишње тамновање је проузроковало и болест од које умире у 43 години живота - "Политика",24.5.1940.)
Када је Вучко одбио и последњу понуду двојица бугарских официра су га изболи бајонетима и обезглавили.
| „ | На редовном заседању Светог архијерејског сабора Српске православне цркве у манастиру Пећке патријаршије одржаном од 14. до 24. маја 2017.г. о установљавању нових празника у календару Српске православне цркве, односно Православне цркве уопште, Сабор је, једногласно одлучио да вечном Сабору светих приброји или канонизује под тачком број 3 ... и пострадале од бугарских окупатора у Сурдулици као мученике, који ће се празновати 29. маја (нови календар). | ” |